# Coleophora multipulvella
Coleophora multipulvella é uma espécie de mariposa do gênero Coleophora pertencente à família Coleophoridae.